# 舍夫琴基夫卡 (蘇梅區)
50°59′41″N 34°25′55″E / 50.99472°N 34.43194°E
舍夫琴基夫卡（烏克蘭語：Шевченківка）是位於烏克蘭東北部的鄉村居民點，由蘇梅州蘇梅區的米科拉伊夫卡镇级市镇負責管轄。該鄉處於維爾河右岸，距離比拉尼、布托夫希納和安巴雷2公里，海拔高度173米，2001年人口159。